# Bildungsketten
Bildungsketten ist eine Initiative des Bundesministeriums für Bildung und Forschung (BMBF). Das Ziel der Initiative ist eine Betreuung von Schülern bereits vor dem Einstieg ins Berufsleben, um den Übergang in Ausbildung und Beruf nach der Schule problemlos zu ermöglichen. Hauptbestandteile der Bildungsketten sind das neu aufgesetzte Programm Berufseinstiegsbegleitung Bildungsketten, das Berufsorientierungsprogramm (BOP) und das Ausbildungsstrukturprogramm Jobstarter.

## Entstehung der Initiative
2008 gab es in Deutschland 70.000 Schülerinnen und Schüler, die ohne Abschluss aus der Schule ausschieden. Auf dem Bildungsgipfel in Dresden im Oktober 2008 wurde von Bund und Ländern festgehalten, dass man dieser Zahl entgegenwirken wolle, allerdings gab es dort keine konkreten Konzepte. Daraufhin entwickelte sich die Initiative Bildungsketten. Sie wurde im Juni 2010 vom Kabinett genehmigt und am 6. September 2010 mit der Ausschreibung der Stellen für die ersten 500 Bildungslotsen gestartet. Am 29. November 2010 nahmen diese ihre Arbeit auf. Parallel dazu wurde als Kommunikationsplattform am 5. Februar 2011 die Homepage www.bildungsketten.de freigeschaltet. Das Bundesministerium für Bildung und Forschung stellt für die gesamte Initiative bis zum Jahr 2013 ca. 362 Millionen Euro zur Verfügung.

## Konzept
Neben der Verstärkung und Zusammenarbeit von bereits bestehenden Möglichkeiten wie der Berufsorientierung spielt vor allem die Einführung von Potenzialanalysen in Klasse 7 eine wichtige Rolle. Darin sollen auch außerschulische Begabungen und Kompetenzen berücksichtigt werden. Danach werden von etwa 1000 Berufseinstiegsbegleitern oder auch Bildungslotsen Konzepte entwickelt, die die Schüler gezielt fördern sollen. Daneben gibt es zusätzlich 1000 ehrenamtliche Experten, die bereits Berufserfahrung haben und die Jugendlichen besonders in ihren ersten Ausbildungsjahren betreuen.

## Ziele
Auf dem Qualifizierungsgipfel am 22. Oktober 2008 wurde in der Dresdner Erklärung festgehalten, dass die Zahl der Schulabgänger ohne Abschluss bis zum Jahr 2015 von durchschnittlich acht Prozent auf vier Prozent halbiert werden soll. Die Zahl der ausbildungsfähigen jungen Erwachsenen ohne Berufsabschluss soll ebenfalls bis 2015 von 17 Prozent auf die Hälfte reduziert werden. Mit der Initiative soll mehr Bildungsgerechtigkeit erreicht und der Fachkräftemangel reduziert werden. Bis zum Jahr 2014 sollen 30.000 Schülerinnen und Schüler von dem Sonderprogramm profitiert haben.